# Tsuchida Production
Tsuchida Production (яп. 土田プロダクション Цутида Пуродакусён) — ныне упразднённая японская аниме-студия и компания. После того, как Осаму Цутида (первоначально работавший в Hōsō Dōga) покинул Studio Yuni (не путать с одноимённой компанией по производству фонов для аниме), он основал Tsuchida Production в 1976 году для создания анимации, заливки и других контрактных работ, связанных с производством аниме.
Компания стала широко известна после телевизионной адаптации манги Captain Tsubasa в 1983 году. Однако, в связи упадком японской экономики в середине 1980-х годов, Tsuchida Production обанкротилась в июле 1986 года, будучи не в состоянии возместить убытки своим инвесторам и различным производителям игрушек, с которыми компания заключила контракты. После банкротства некоторые из сотрудников перешли в Studio Comet.

## Работы
Список работ в хронологическом порядке
- Dokaben (1976—1979, по заказу Nippon Animation)
- Yakyūkyō no Uta (1977—1979, по заказу Nippon Animation)
- Kagaku Bōkentai Tansā 5 (1979—1980, по заказу Sunrise)
- Ojamanga Yamada-kun (1980—1982)
- Manga Kotowaza Jiten (1980—1982)
- Ganbare Gonbe (1980)
- Urusei Yatsura (1981—1986, по заказу Studio Pierrot, затем Studio Deen)
- Game Center Arashi (1982, по заказу Shin-Ei Animation)
- Rainbowman (1982—1983)
- Sasuga no Sarutobi (1982—1984)
- Manga Nihonshi (1982—1984)
- Captain Tsubasa (1983—1986)
- «Жертвы чёрного дождя» (1984)
- Ashita Tenki ni Naare (1984—1985)
- Ranpō (1984)
- Chūhai Lemon Love30S (1985)
- High School! Kimengumi (1985—1987, до 7 эпизода включительно. Эпизоды 8-26 были сделаны Gallop, которая продолжила производство совместно с Studio Comet начиная с 9 эпизода )

## Известные бывшие сотрудники
- Хадзимэ Ватанабэ
- Хидэки Окамото
- Хироси Огава
- Ёситака Кояма
- Син Мисава
- Кодзи Бэппу (перешёл в Gallop)
- Томохиса Иидзука (основатель Studio Fantasia)